# Великое землетрясение Канто
Великое землетрясение Канто (яп. 関東大震災 Канто: дайсинсай) — сильное землетрясение (магнитуда 8,3), произошедшее 1 сентября 1923 года в Японии. Название получило по региону Канто, которому был нанесён наибольший ущерб. На Западе его именуют также Токийским или Иокогамским, поскольку оно практически полностью разрушило Токио и Иокогаму. Землетрясение стало причиной гибели нескольких сотен тысяч человек и причинило значительный материальный ущерб. По масштабу разрушений и количеству пострадавших это землетрясение является самым разрушительным за всю историю Японии (но не самым сильным — так, землетрясение 2011 года более мощное, но вызвало менее масштабные последствия).

## События
Землетрясение началось 1 сентября 1923 года перед полуднем. Эпицентр его располагался в 90 км к юго-западу от Токио в море возле острова Идзуосима в заливе Сагами. Всего за двое суток произошло 356 подземных толчков, из которых первые были наиболее сильными. В заливе Сагами из-за изменения положения морского дна поднялись 12-метровые волны цунами, которые опустошили прибрежные поселения.
В Иокогаме, находившейся в 65 км от эпицентра, в результате подземных толчков было сразу же разрушено не менее пятой части зданий. Повсюду немедленно начались пожары, из-за сильного ветра огонь быстро распространялся. В порту горел разлившийся по воде бензин, пламя достигало 60 м в высоту. Большая часть противопожарных средств была уничтожена при первых же толчках, что серьёзно ограничило возможности по локализации пожаров.
На железной дороге Токио — Иокогама с пути сошёл поезд, натолкнувшись на вывороченные и скрученные рельсы.
В Токио, находившемся в 90 км от эпицентра, было разрушено меньше зданий, чем в Иокогаме (в процентном отношении), но также повсеместно начались пожары, разносимые сильным ветром, которые и причинили наибольший ущерб. Спасаясь от подземных толчков и пожаров, жители бежали на открытые пространства — площади, парки, — но это не всегда помогало. На одной из площадей Токио погибло около 40 тыс. человек — они задохнулись, когда загорелись окружающие площадь дома. Противопожарные средства уцелели, но землетрясение разрушило городской водопровод, во многих случаях пожарная техника не могла проехать по узким улицам. В конечном итоге подземные толчки и пожары уничтожили около половины строений города.

## Восстановительные работы
2 сентября правительство Японии возглавил Ямамото Гомбэй. Он ввёл в окрестностях Токио военное положение, объявил чрезвычайную мобилизацию и вместе с министром внутренних дел Гото Симпэем, министром финансов Иноуэ Дзюнносукэ и министром связи Инукаи Цуёси начал спасательные работы. Первые мероприятия касались стабилизации экономической жизни. 7 сентября правительство установило 30-дневный мораторий на уплату долгов и процентов по займам, а также издало указ, запрещающий высокие процентные ставки в банках и ростовщических конторах. 11 сентября Императорским рескриптом был отменён налог на импорт риса, а 12 сентября — налог на товары первой необходимости, строительные материалы и приборы. 22 сентября в стране установили систему временной гуманитарной помощи и ввели особую систему расчётов за торговые операции.
27 сентября правительство начало выдавать пострадавшим деньги и векселя через Национальный банк Японии для восстановления домов. Изначально общая сумма векселей составила 10 миллионов иен, однако всего за 1924 год она превысила 43 миллиона. Это стало причиной обесценивания японской валюты и инфляции, которые привели к несостоятельности населения и невозможности вернуть государству долги. В результате в 1927 году страну поразил финансовый кризис. Правительство также пыталось возродить коммерческую жизнь столицы за счёт иностранного капитала, чем, однако, вызвало резкий рост государственного долга.
С другой стороны, 12 сентября для обеспечения общественного порядка был издан Императорский указ о возрождении Имперской столицы. Через семь дней был образован Реставрационный совет, который разработал план восстановления Токио и Иокогамы. Его окончательно приняли 24 декабря.

## Оценка ущерба
Землетрясение охватило площадь около 56 тыс. км². Основное разрушительное воздействие пришлось на юго-восточную часть провинции Канто. В результате землетрясения и последовавших за ним пожаров были практически уничтожены Токио, Иокогама, Йокосука и ещё 8 менее крупных городов. В Токио только пожаром было уничтожено свыше 300 тысяч зданий (из миллиона), в Иокогаме подземными толчками было разрушено 11 тысяч зданий и ещё 59 тысяч сгорело. Ещё 11 городов пострадали менее серьёзно.
Из 675 мостов 360 было уничтожено огнём. Токио лишился всех каменных зданий. Был разрушен и православный Воскресенский собор, построенный радениями епископа Николая в 1891 году. Устоял только отель «Империал», возведённый за год до этого Фрэнком Ллойдом Райтом. Этот отель был первым в Японии сейсмоустойчивым каменным зданием.
Официальное число погибших — 142 800, включая 40 тысяч которые числятся пропавшими без вести, свыше миллиона остались без крова. Общее число пострадавших составило около 4 миллионов.
Материальный ущерб, понесённый Японией от землетрясения Канто, оценивается в 4,5 миллиарда долларов, что составляло на тот момент два годовых бюджета страны и в пять раз превышало расходы Японии в Русско-японской войне.

## Последствия
После землетрясения начали распространяться слухи о бунте, саботаже этнических корейцев и отравленных корейцами колодцах, эти слухи стали причиной этнического погрома корейцев, известного как резня в Канто. По сообщениям независимых источников, количество погибших оценивается от 6000 до 10 000 человек.
В обстановке замешательства после землетрясения японское правительство, используя армию и полицию, под предлогом гражданских беспорядков начало политические репрессии.
Социалист Хирасава Кэйсити, анархист Сакаэ Осуги, анархистка и феминистка Ноэ Ито, а также лидер китайской общины О Китэн были похищены и убиты японской армией и полицией.
Правительство рассматривало возможность переноса столицы Японии. В качестве одного из вариантов назывался Кэйдзё (ныне Сеул).
Великое землетрясение Канто произошло в период кризиса в Японии. Оно сопровождалось противостоянием различных политических партий и идеологической поляризацией японского общества, что было следствием либерального курса «демократии Тайсё». На международной арене Япония теряла авторитет из-за разрастания антияпонских настроений в Корее и Китае, а также попыток Великобритании и США ограничить японское присутствие в Тихоокеанском регионе. В таких условиях Великое землетрясение Канто было не только простым естественным катаклизмом, а важным фактором, который обусловил будущую политику Японии и её социально-экономическое развитие.
Японская общественность, вместе с политиками, экономистами и учёными, восприняло землетрясение как «небесную кару» за фривольную жизнь и заигрывание с западными общественно-политическими ценностями. Среди японских интеллектуалов распространились пессимистические настроения и ощущение будущего кризиса. 10 ноября 1923 года Император Тайсё призвал подданных отказаться от «роскоши, удовольствий, ропота и пагубных привычек» и начать восстанавливать «настоящий и здоровый» национальный дух. Под влиянием монаршего манифеста в японском обществе упал интерес к демократизации и зародилась атмосфера неприязни к носителям западного идеологического мышления. Одновременно с этим усилились ксенофобские настроения под влиянием американского Иммиграционного акта 1924 года, который ограничивал иммиграцию в США выходцев из Восточной Азии. После введения в марте 1925 года закона о всеобщем избирательном праве правопорядок курса «демократии Тайсё» был свёрнут, а базовые свободы и права граждан ограничены. Япония встала на путь построения «корпоративного общества» и разработки собственной оригинальной системы ценностей.